# Harry Liversedge

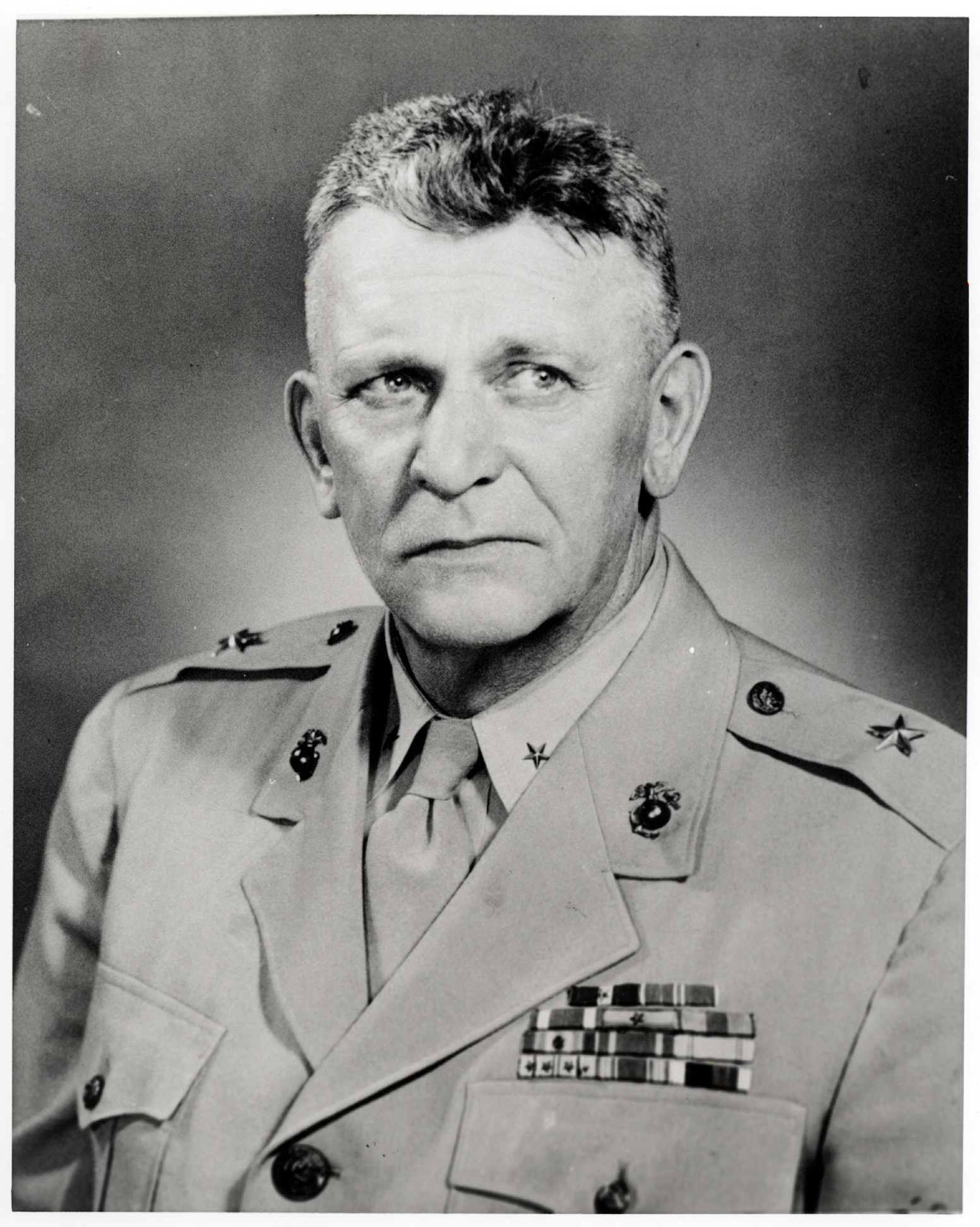
Brigadegeneral Harry Liversedge

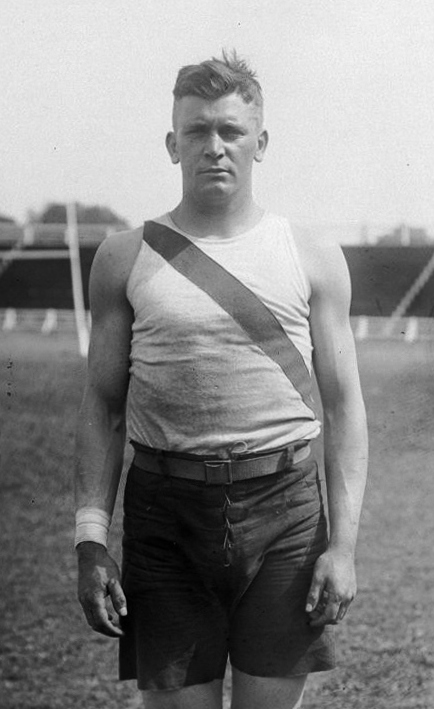
Harry Liversedge, 1919

Harry Liversedge (Harry Bluett „The Horse“ Liversedge; * 21. September 1894 in Volcano, Kalifornien; † 25. November 1951 in Bethesda, Maryland) war ein US-amerikanischer Leichtathlet und Brigadegeneral.
1916 wurde er als Student der University of California at Berkeley IC4A-Meister im Kugelstoßen. Im Mai 1917 trat er in die Dienste des United States Marine Corps. Bei den Inter-Allied Games 1919 wurde er jeweils Zweiter im Kugelstoßen und im Speerwurf, und 1920 gewann er bei den Olympischen Spielen in Antwerpen Bronze im Kugelstoßen.
Für seine Einsätze in der Schlacht um New Georgia und in der Schlacht um Iwojima wurde er jeweils mit dem Navy Cross ausgezeichnet.

## Persönliche Bestleistungen
- Kugelstoßen: 14,41 m, 14. Juni 1924, Cambridge
- Speerwurf: 56,33 m, 11. April 1914, Palo Alto